# Fjelde Sogn

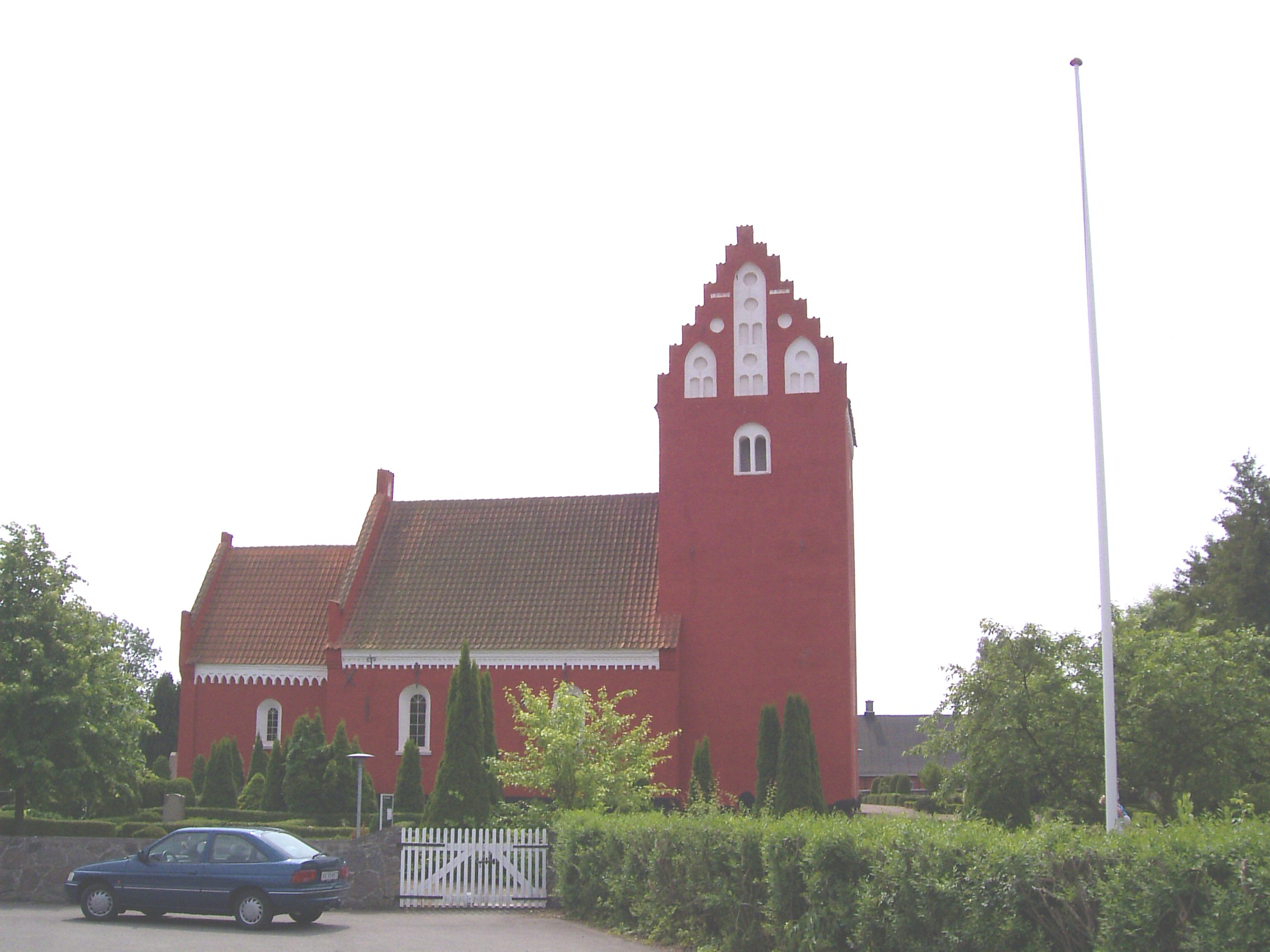
Fjelde Kirke

Fjelde Sogn  war eine Kirchspielsgemeinde (dän.: Sogn) auf der Insel Lolland im südlichen Dänemark.
Bis 1970 gehörte sie zur Harde Musse Herred im damaligen Maribo Amt, danach zur Sakskøbing Kommune im Storstrøms Amt, die im Zuge der  Kommunalreform zum 1. Januar 2007 in der Guldborgsund Kommune in der Region Sjælland aufgegangen ist. Zum 1. Januar 2023 wurde sie mit dem Slemminge Sogn zum Slemminge-Fjelde Sogn zusammengelegt.
Im Kirchspiel lebten am 1. Oktober 2022 167 Einwohner.
Im Kirchspiel liegt die Kirche „Fjelde Kirke“.
Nachbargemeinden waren im Norden Radsted Sogn, im Osten Toreby Sogn, im Südosten Døllefjelde Sogn, im Süden Musse Sogn und im Westen Slemminge Sogn.